# ローズマリー・ティンパリー
ローズマリー・ティンパリー（Rosemary Timperley、1920年3月20日 - 1988年11月9日）は、イギリスの女性作家である。

## 経歴・人物
ロンドン生まれ。ロンドン大学を卒業後の25歳から、小説を書きはじめる。1960年までは学校教師とジャーナリストをしながら、余技に小説を書いた。温和なゴースト・ファンタジー系の長編作品は30作ほどあるが、日本語に訳されたものは皆無で、日本においては短編作家として知られる。短編も作風としては多くがホラー的であり、それらは第二次世界大戦前後に、各雑誌へ掲載され始めた。『ツルーズ』誌に発表した「クリスマスの出会い(Christmas Meeting)」が、同じくイギリスのホラー作家のシンシア・アスキスの目に留まり、1952年に彼女が編纂した『THE SECOND GHOST BOOK』に選ばれて一躍注目を集めた。以後彼女の短編はイギリスの雑誌やアンソロジーに多く収録され、のちにはアスキスの後継者としてアンソロジーの編纂にもあたっている。

## 日本語訳作品
- 「ハリー (Harry)」

1. (仁賀克雄編/訳 『幻想と怪奇 宇宙怪獣現わる』(ハヤカワ文庫・1977)収録 → 2005年にハヤカワ文庫NVにて復刊されている)
2. (乾信一郎訳 / ロアルド・ダール編 『ロアルド・ダールの幽霊物語』(ハヤカワ・ミステリ文庫・1988)収録)
3. (乾信一郎訳 / 赤木かん子編 『ホームスイートホラー』（ポプラ社・2006）収録) ※「2.」の再録

- 「クリスマスの出会い (Christmas Meeting)」

1. (乾信一郎訳 / ロアルド・ダール編 『ロアルド・ダールの幽霊物語』(ハヤカワ・ミステリ文庫・1988)収録)
2. (安野玲訳 / 風間賢二編 『クリスマス・ファンタジー』(ちくま文庫・1992)収録)

- 「マーサの夕食 (Supper with Martha)」(仁賀克雄訳『新・幻想と怪奇』(早川書房・2009)収録)
- 「レイチェルとサイモン (Rechel and Simon)」(仁賀克雄訳『新・幻想と怪奇』(早川書房・2009)収録)